# Нацепино (Великоустюгский район)
Нацепино — деревня в Великоустюгском районе Вологодской области.
Входит в состав Орловского сельского поселения, с точки зрения административно-территориального деления — в Орловский сельсовет.
Расстояние по автодороге до районного центра Великого Устюга — 72 км, до центра муниципального образования Чернево — 7 км. Ближайшие населённые пункты — Бараново, Курденьга, Чекменево.
По данным переписи в 2002 году постоянного населения не было.